# Dilhan Eryurt
Dilhan Eryurt (Smirne, 29 novembre 1926 – Ankara, 13 settembre 2012) è stata un'astrofisica turca, nota per aver fornito importanti contributi alla ricerca scientifica sulla formazione e l'evoluzione del Sole e di altre stelle della sequenza principale. Dal 1961 al 1973 Eryurt lavorò presso la NASA, dove svolse ricerche e fornì consulenza scientifica al programma Apollo. Istituì il dipartimento di astrofisica presso la Middle East Technical University (METU) in Turchia È stata Preside della Facoltà di Scienze e Letteratura del METU dal 1988 al 1993.

## Biografia
Eryurt nacque il 29 novembre 1926 a Smirne, in Turchia. Suo padre era Abidin Ege, che fu membro della Grande Assemblea Nazionale della Turchia per la provincia di Denizli nel 1944.
Poco dopo la sua nascita, la famiglia di Eryurt si trasferì ad Istanbul e pochi anni dopo ad Ankara. Completò la sua istruzione primaria ad Ankara, quindi frequentò la scuola superiore femminile di Ankara. Al liceo, aveva un interesse speciale per la matematica. Per questo motivo, dopo il diploma di scuola superiore, si iscrisse al Dipartimento di Matematica e Astronomia dell'Università di Istanbul. Durante gli studi universitari crebbe il suo interesse per l'astronomia.
Si laureò nel 1946, quindi lavorò come assistente onorario per due anni con Tevfik Okyay Kabakçıoğlu, a cui fu assegnato l'incarico di aprire un dipartimento di astronomia all'Università di Ankara. Ha continuato i suoi studi universitari presso l'Università del Michigan per un po' di tempo e ha completato il dottorato e poi ha ottenuto la cattedra associata presso l'Università di Ankara, Dipartimento di Astrofisica nel 1953.
Nel 1959 si recò in Canada per due anni con una borsa di studio dell'Agenzia Internazionale per l'Energia Atomica. Ha lavorato con Alastair G. W. Cameron al Deep River Atomic Energy Laboratory. Studiò l'evoluzione stellare e scrisse molti programmi di successo sui modelli della struttura delle stelle. Poi si trasferì negli Stati Uniti e lavorò all'Università dell'Indiana con una borsa di studio dell'American Soroptimist Federation. Presso l'Osservatorio Goethe-Link dell'università ha lavorato con il Prof. Marshall Wrubel, noto per la realizzazione di modelli di stelle. Dopo questa esperienza, ebbe una borsa di studio dalla National Academy of Sciences e lavorò presso il Goddard Institute for Space Research della NASA. Goddard, che condusse ricerche teoriche sul volo spaziale, fu l'unica astronoma donna a lavorare presso lo Space Research Institute durante il suo mandato. 
Gli studi di Dilhan Eryurt, che condusse ricerche con Alastair G. W. Cameron sulla struttura e l'evoluzione del sole e il calcolo dei neutrini dal sole, presso il Goddard Institute, rivelarono alcuni fatti fraintesi sul Sole fino ad allora. Ha rivelato che la luminosità del Sole non è aumentata dalla sua formazione, ma che è stata molto più luminosa e più calda in passato. Il suo lavoro fu di tale importanza che avrebbe influenzato il corso dei voli spaziali, che erano appena agli inizi in quel periodo. Nel 1969 fu insignita dell'Apollo Achievement Award per il suo lavoro di successo sul primo allunaggio. Dopo aver completato i suoi studi di due anni presso il Goddard Institute, continuò a lavorare presso l'istituto come ricercatrice senior. L'istituto la inviò all'Università della California per acquisire nuove conoscenze per le sue ricerche sulla formazione e lo sviluppo delle stelle. Un articolo che lei e A.G.W. Cameron scrissero nel 1967 sul tema dell'influenza delle masse sull'evoluzione delle stelle ebbe molte citazioni in astrofisica. 
Rientrò in Turchia nel 1968. Lavorò come assistente presso il Dipartimento di Astrofisica dell'Università di Ankara. Completò il dottorato e poi la cattedra associata con Egbert Adriaan Kreiken. La sua tesi di dottorato, pubblicata nel 1956, era intitolata: "Alcuni risultati di uno studio spettroscopico dell'atmosfera di 31 Cygni". Il titolo della sua tesi di cattedra, pubblicata nel 1961, era: "Il gradiente di densità nell'atmosfera della componente di tipo K del Cygni 31". Queste sono tra le prime pubblicazioni nel campo dell'astrofisica in Turchia. Eryurt, che ha lavorato come visiting professor al METU per un anno, iniziò i corsi di astrofisica all'università. Vedendo l'inadeguatezza dello scambio di idee tra gli astronomi in Turchia, cominciò a lavorare per fondare il Congresso Nazionale di Astronomia e organizzò il primo Incontro Nazionale di Astronomia con il supporto di TÜBİTAK.
Tra il 1969 e il 1973 si prese una pausa dal suo incarico presso la METU e continuò la sua ricerca scientifica presso la NASA. Nel 1973 tornò al Dipartimento di Fisica del METU fondando il Dipartimento di Astrofisica. Nel 1977 venne insignita del Tübitak Science Service and Encouragement Award. Nel 1988 è stata preside della Facoltà di Arti e Scienze per cinque anni, dopo aver ricoperto la carica di presidente del dipartimento di fisica per sei mesi. Nel 1991 partecipò alla creazione di un osservatorio stellare presso il METU. Eryurt, che ha pubblicato 59 pubblicazioni tra il 1956 e il 2009, 46 in inglese e 13 in turco, si ritirò nel 1993. Nel 1997 fu eletta membro onorario dell'Accademia turca delle scienze. 
Morì per un attacco cardiaco il 13 settembre 2012 ad Ankara.

## Vita privata
Era sposata con Sabahattin Eryurt, uno degli ex deputati di Erzurum.